# Piero Lenzi
Piero Lenzi (Prato, 18 settembre 1943) è un allenatore di calcio ed ex calciatore italiano, di ruolo difensore.

## Carriera

### Giocatore
La sua carriera è iniziata e terminata al Prato. In mezzo, ha giocato in Serie A con Fiorentina, Pisa e Foggia, in Serie B con Prato, Venezia, Pisa, Foggia e in Serie C con Empoli e Livorno, collezionando complessivamente 66 presenze in Serie A e 111 presenze e 2 reti in Serie B.

### Allenatore
Da allenatore ha diretto, oltre al Prato, il Verona, l'Udinese (giovanili), l'Avellino, l'Ascoli, il Lecce, la Rondinella e l'Aglianese.
In seguito è diventato opinionista di calcio presso l'emittente toscana TVR Teleitalia, nell'edizione del lunedì del programma Cuore Viola.

## Palmarès

### Giocatore

#### Competizioni nazionali
- Serie D: 1

Prato: 1976-1977